# Globuliphora rufifrons
Globuliphora rufifrons är en plattmaskart som beskrevs av Westblad 1952. Globuliphora rufifrons ingår i släktet Globuliphora och familjen Monocelididae. Inga underarter finns listade i Catalogue of Life.